# Phanerotoma parva
Phanerotoma parva är en stekelart som beskrevs av Kokujev 1903. Phanerotoma parva ingår i släktet Phanerotoma och familjen bracksteklar. Inga underarter finns listade i Catalogue of Life.